# Jens Friebe

Jens Friebe beim BootBooHook-Festival, Hannover, August 2012

Jens Friebe (* 25. Dezember 1975 in Lüdenscheid) ist ein deutscher Musiker und Musikjournalist.

## Leben
Friebe wuchs als Sohn eines Steuerprüfers in Lüdenscheid auf. Er studierte Musikwissenschaft, Anglistik und Philosophie. Nachdem er acht Jahre lang in einer relativ unbekannten Band names Parka gespielt hatte, führte um 2002 herum ein Soloauftritt in Hamburg zum Kontakt mit Alfred Hilsberg, auf dessen Veranlassung hin Friebes Debütalbum Vorher Nachher Bilder entstand. Es wurde im März 2004 auf Hilsbergs Label ZickZack Records veröffentlicht. Ein Lied erschien bereits zuvor auf einer ZickZack-Labelcompilation.
Die Album-CD (mit der Single Gespenster) erhielt viele sehr gute Kritiken (u. a. in Spex, Zeit und konkret) und wurde vielfach als eines der besten deutschen Pop-Alben des Jahres 2004 bezeichnet. Gelobt wurden unter anderem die mehrdeutigen, deutschsprachigen Liedtexte.
Die Platte wurde in Verbindung mit der Hamburger Schule gebracht, nicht zuletzt aufgrund der beiden Produzenten des Albums, Armin von Milch und dem schon für Tocotronic, Kante und To Rococo Rot tätigen Tobias Levin. Neben Independent-Pop und klassischem Singer/Songwritertum nannten die Rezensenten aber auch Electropop, Neue Deutsche Welle und Eurodisco als Referenzen für den Musikstil von Friebes Stücken. Friebe selbst gab in einem Interview an, im Bereich deutschsprachiger Popmusik vor allem durch Fun-Punk-Bands wie Die Ärzte und Die Goldenen Zitronen und andererseits durch Foyer des Arts beeinflusst worden zu sein.
Live tritt Friebe solo mit Gitarre oder zusammen mit einer Band auf. Er schrieb mehrere Jahre lang für das Musikmagazin Intro. Zudem ist er „fester Aushilfsschlagzeuger“ der Band Britta.
Im Juni 2007 veröffentlichte Jens Friebe das Buch 52 Wochenenden. Texte zum Durchmachen mit von ihm verfassten Blog-Beiträgen. Im September 2007 erschien sein drittes Album Das mit dem Auto ist egal, Hauptsache dir ist nichts passiert, im Oktober 2010 erschien sein viertes Album Abändern und 2014 die Platte Nackte Angst zieh dich an wir gehen aus.
Im August 2018 teilte Friebe eine neue Single namens Only Because You‘re Jealous Doesn‘t Mean You‘re In Love, die vom Radiosender ByteFM als „pianolastige Boogie-Pop-Nummer“ beschrieben wurde. Parallel dazu kündigte er sein sechstes Studioalbum Fuck Penetration an, das am 2. November 2018 genau wie der Vorgänger auf dem Label Staatsakt veröffentlicht wurde. „Weit über das Zentralanliegen hinaus, das Fuck Penetration kommuniziert, erfreut die ganze Produktion von den ersten paar Noten an mit einer antikoketten Publikumszugewandtheit“, schrieb Dietmar Dath im Feuilleton der FAZ über das Album. Seit 2025 tritt er auch unter dem Künstlernamen Friberty auf.
Friebe zog um 2002 herum nach Berlin. Er ist mit der Autorin Margarete Stokowski liiert, die er seit ihrer Long-Covid-Erkrankung pflegt. Sein Bruder ist der Autor Holm Friebe.

## Diskografie
- Vorher Nachher Bilder (ZickZack, 2004)
- Vorher Nachher Bilder – Remixe (u. a. von Hans Nieswandt), EP (Scheinselbständig/Kompakt, 2005)
- In Hypnose (ZickZack, 2005)
- Lawinenhund – Remixe (ZickZack, 2006)
- Das mit dem Auto ist egal, Hauptsache dir ist nichts passiert (ZickZack, 2007)
- Theater – Radio-Single (ZickZack, 2010)
- Abändern (ZickZack, 2010)
- Nackte Angst zieh dich an wir gehen aus (Staatsakt, 2014)
- Fuck Penetration (Staatsakt, 2018)
- Wir sind schön (Staatsakt, 2022)

## Bibliografie
- Jens Friebe: 52 Wochenenden. Texte zum Durchmachen, Kiepenheuer&Witsch, Köln 2007, ISBN 978-3-462-03796-8
- Jens Friebe: 52 Wochenenden. Kritische Ausgabe, Verbrecher Verlag, Berlin 2009, ISBN 978-3-940426-22-2
- H. Friebe, Koch, Tietze (Co-Autor): Haarige Eisen – Die wunderbare Welt von Luke & Trooke, agenda, Münster 1996, ISBN 3-929440-93-8 (mit Beiträgen von Jens Friebe)